# 石柱镇 (铜川市)
石柱镇，是中华人民共和国陕西省铜川市耀州区下辖的一个乡镇级行政单位。
2012年，陕西省民政厅批复同意撤销石柱乡建制，设立石柱镇。
2015年，陕西省民政厅批复同意撤销演池乡，并入石柱镇；将照金镇吴庄、修文、王益、西古庄、龙首5个村划归石柱镇。

## 行政区划
石柱镇下辖以下地区：
新兴村、上龙村、演池村、西头村、孝慈村、南头村、刘寨村、吕村、寇家坳村、莫火村、寇家塬村、神湫村、范村、郑家河村、石柱村、马嘴村、韩古村、上安村、铁龙村、吊嘴村、阿古村、克坊村、西古村、生寅村、京兆村、青龙村、沟西村、白社村、木章村、光明村、活龙村、龙首村、吴庄村、修文村、王益村和西古庄村。